# Hampton in Arden
Hampton in Arden is een civil parish in het bestuurlijke gebied Solihull, in het Engelse graafschap West Midlands met 1834 inwoners.